# Vroeg-dynastieke Periode (Egypte)
De vroeg-dynastieke periode in de Egyptische oudheid volgde op de proto-dynastieke periode, waarin het land verenigd werd onder een koning Narmer (of Menes). Hierop volgend vangt het Oude Rijk aan.

## De periode
De vroeg-dynastieke periode bestaat uit de 1e en de 2e dynastie van Egypte. De datering van deze periode is globaal van 3032 tot 2639 v.Chr. indien de 3e dynastie wordt meegerekend. Sommige koningslijsten laten de periode beginnen vanaf 3000 en eindigen tot 2740 v.Chr. De datering van de periode is vaak onzeker en geschat.
Vaak wordt de 3e dynastie van Egypte gerekend tot het Oude Rijk maar soms tot deze periode. De koningen van de 1e en 2e dynastie kwamen uit de plaats Thinis vandaar dat het wordt genoemd de Thinitische periode. De koningen uit de 3e dynastie komen uit Memphis en niet uit Thinis dus horen volgens sommigen niet in deze periode thuis. De koningen uit de 3e dynastie lieten hun koningsnaam in een Horusnaam noteren net zoals de koningen in de 1e en 2e dynastie. In de 4e dynastie werd een andere naam belangrijker in verband met de zonnecultus, in dat opzicht zou dan de 3e dynastie beter thuishoren in de vroeg-dynastieke periode.

## Eenwording van het rijk
De periode vangt aan met de eenwording van het land. Daarvoor in de proto-dynastieke periode, ook wel dynastie 0 of Naqada III bestond Egypte uit twee koninkrijken: de koningen uit de Nijldelta en de koningen uit Opper-Egypte. Koning Narmer uit Hierakonpolis (Opper-Egypte), verenigde Egypte door veldtochten te houden in Neder-Egypte. Wellicht dat ook diens voorganger  Schorpioen II ermee is gestart. Het Narmerpalet en andere scherven van schminkpaletten geven ons een idee van de oorlog.
Na de eenwording van het rijk deed elke farao zijn best om het land verenigd te houden. In de 2e dynastie volgde er een economische en godsdienstige crisis, waardoor het land tijdelijk weer verdeeld was tussen twee koningen. De koning was een volger van Horus, Horus stond immers boven de naam van de koning. Tijdens de 2e dynastie zijn er enkele koningen bekend die ook het Seth-dier boven hun naam hebben staan. Koning Chasechemoey liet beide goden boven zijn naam afbeelden. Hij geldt als vereniger.

## Staatsinrichting
Het eerder ontwikkelde hiërogliefenschrift ontwikkelde en verspreidde zich verder. Vondsten van het schrift zijn terug gevonden op beelden, steles en jaarlabels. Het schrift bevat nog enkele archaïsche tekens die in het Oude Rijk niet meer voorkomen. Er is ook een papyrusrol gevonden uit de 1e dynastie, maar onbeschreven.
Vergeleken met de Naqada III cultuur werd er meer genoteerd in hiërogliefen. Voor de waren verpakt werden in potten werd er genoteerd op ivoren labels: de eigenaar, de kwaliteit, maat, inhoud, titels van de ambtsdragers etc. In plaats van doorvertellen kon dit allemaal worden genoteerd. De mogelijkheden van het schrift werd ook in de kunst toegepast. Ontwikkeld werd de jaargang bijvoorbeeld bij voedingsmiddelen zodat men wist wanneer de waar nog goed was.
De jaargangen werden aanvankelijk niet geteld maar genoemd naar bijzondere gebeurtenissen zoals rituele gebruiken en feesten. Dit was bijvoorbeeld bij het tellen van de veestapel. Pas in het Oude Rijk werd er geteld vanaf het begin van de regering van een koning.
Uit de grafgiften kan worden geconcludeerd dat Egypte onder de 1e dynastie een paleiseconomie had. Het koninklijk hof stond als middelpunt in de economie, ze deelden land uit en organiseerden de handel.

## Ontwikkelingen
In dit tijdvak maakt ook de Egyptische kunst een sprong. In het begin van de periode, de 1e dynastie zijn er jaarlabels, beelden, knotskoppen, ivoren meshelften en schminkpaletten gevonden. Er is een invloed zichtbaar vanuit Mesopotamië. Op deze objecten bevinden zich gevechten tussen dieren, fantasiedieren met lange nekken, wilde dieren, gedomesticeerde dieren etc. Rond de tweede dynastie kwamen daar cilinders bij, koningsbeelden waarop een farao op de troon zit, beelden van particulieren zoals Redjit of Hemaka, een vizier onder koning Den.
Koningen uit dynastie 0, de 1e dynastie en een paar uit de 2e dynastie lieten zich begraven te Abydos in Umm el-Qaab, vlak bij de Tempel van Osiris-Chentiamentioe die vanaf het Middenrijk werd vereenzelvigd met Osiris. Hun graven waren mastaba's. De eerste mastaba's hadden veel bijgraven waarin de elite werd begraven. De eerste mastaba's waren eenvoudige  putten, later begin 2e dynastie kregen ze een trap die naar beneden ging naar een kapel. In de 2e dynastie lieten een paar koningen zich begraven in Saqqara.
Er kwam vanaf de 1e dynastie ook een rijke elite op. Hun grafgiften zijn goed bewaard gebleven: meubels, gebruiksvoorwerpen, grote voorraden aardewerken en grafbeelden.
De grenzen werden door de koningen vastgesteld. Bij Elephantine stond er een fort om de grenzen te bewaken. Er was handel met Nubië, Byblos en andere stadstaten.

## Galerij

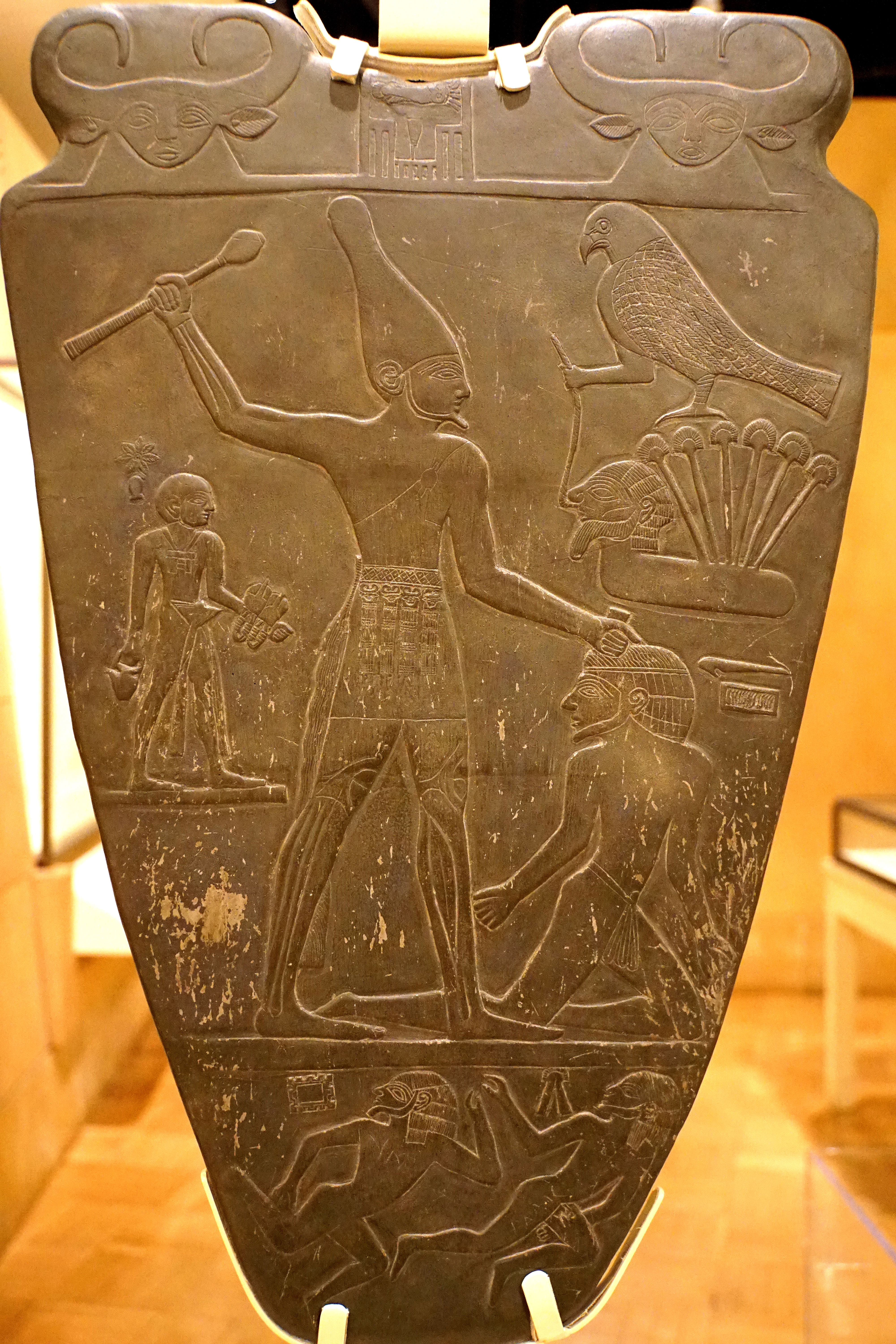
Schminkpalet van farao Narmer Royal Ontario Museum
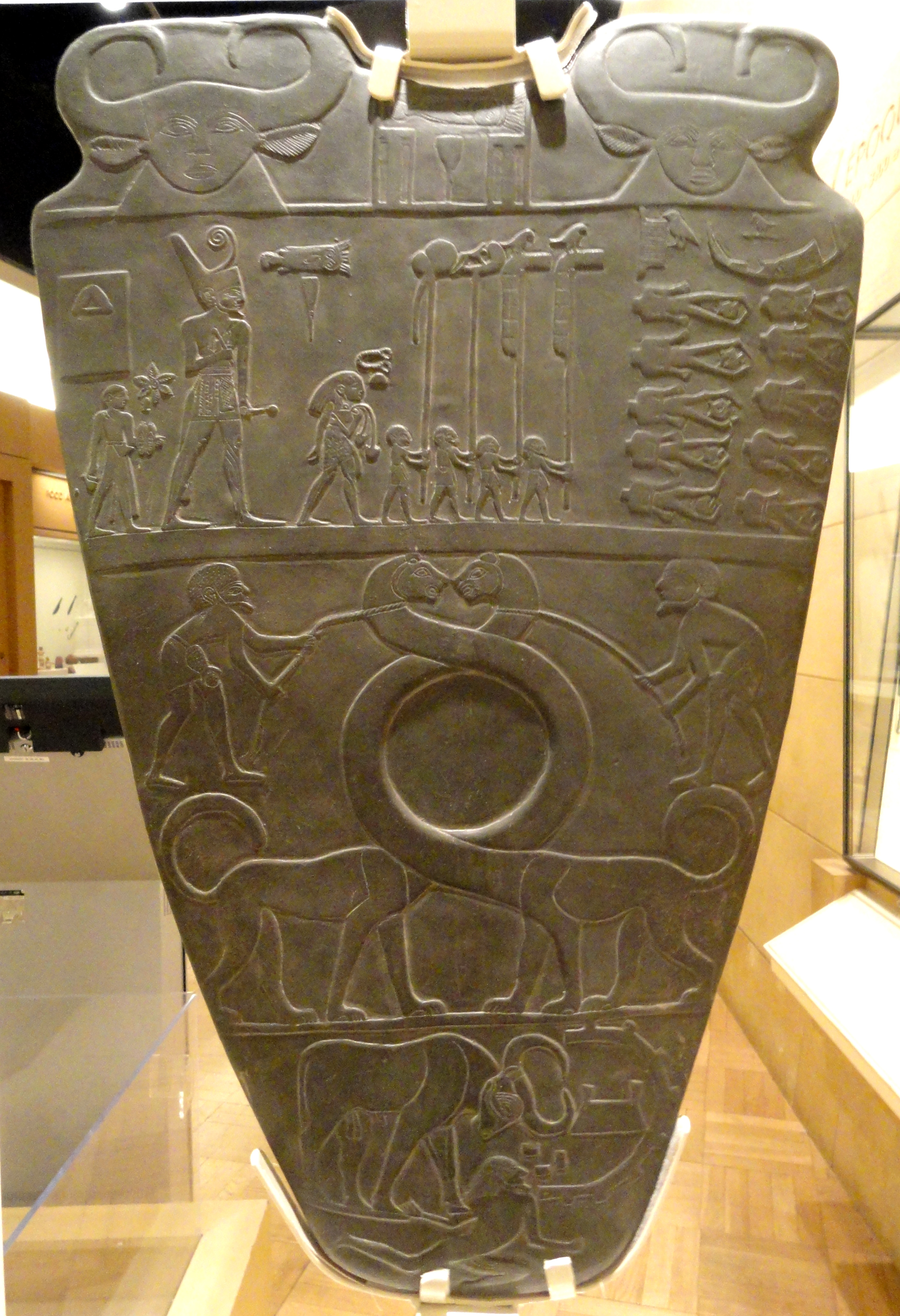
Schminkpalet van farao Narmer Royal Ontario Museum
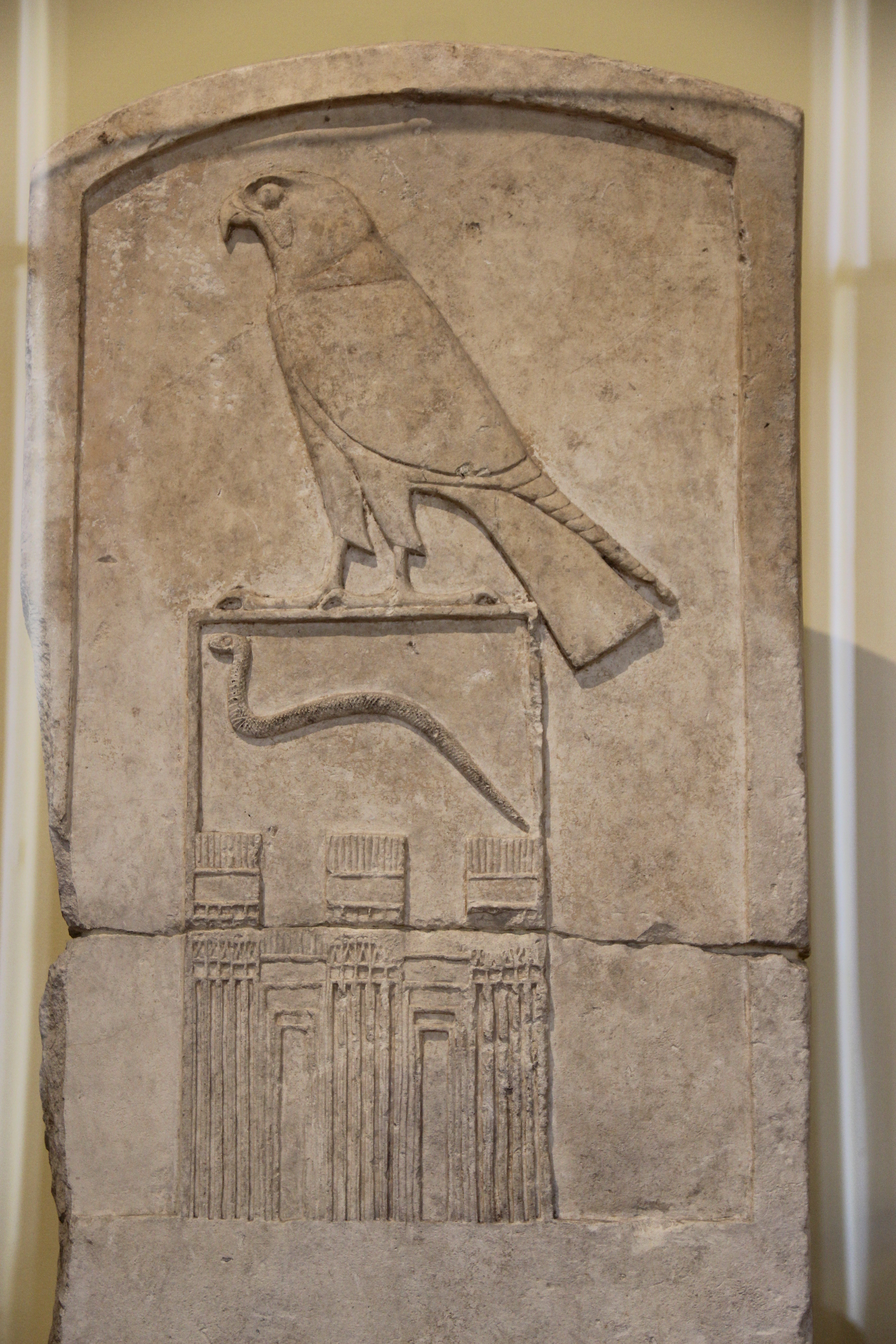
Serech van farao Djet Louvre
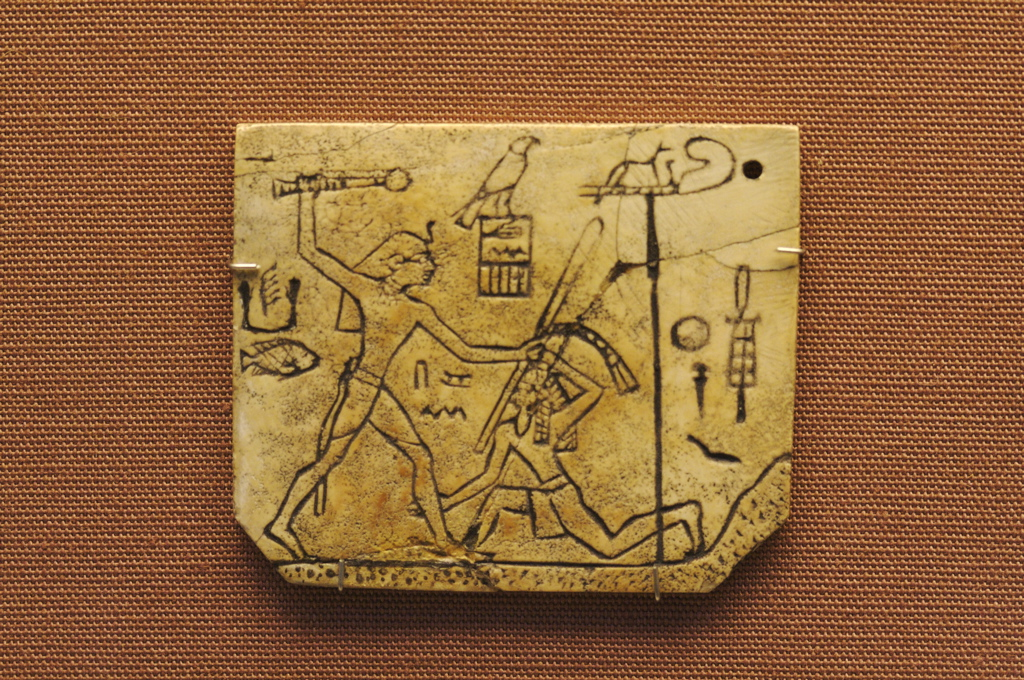
Jaar-label van farao Den British Museum
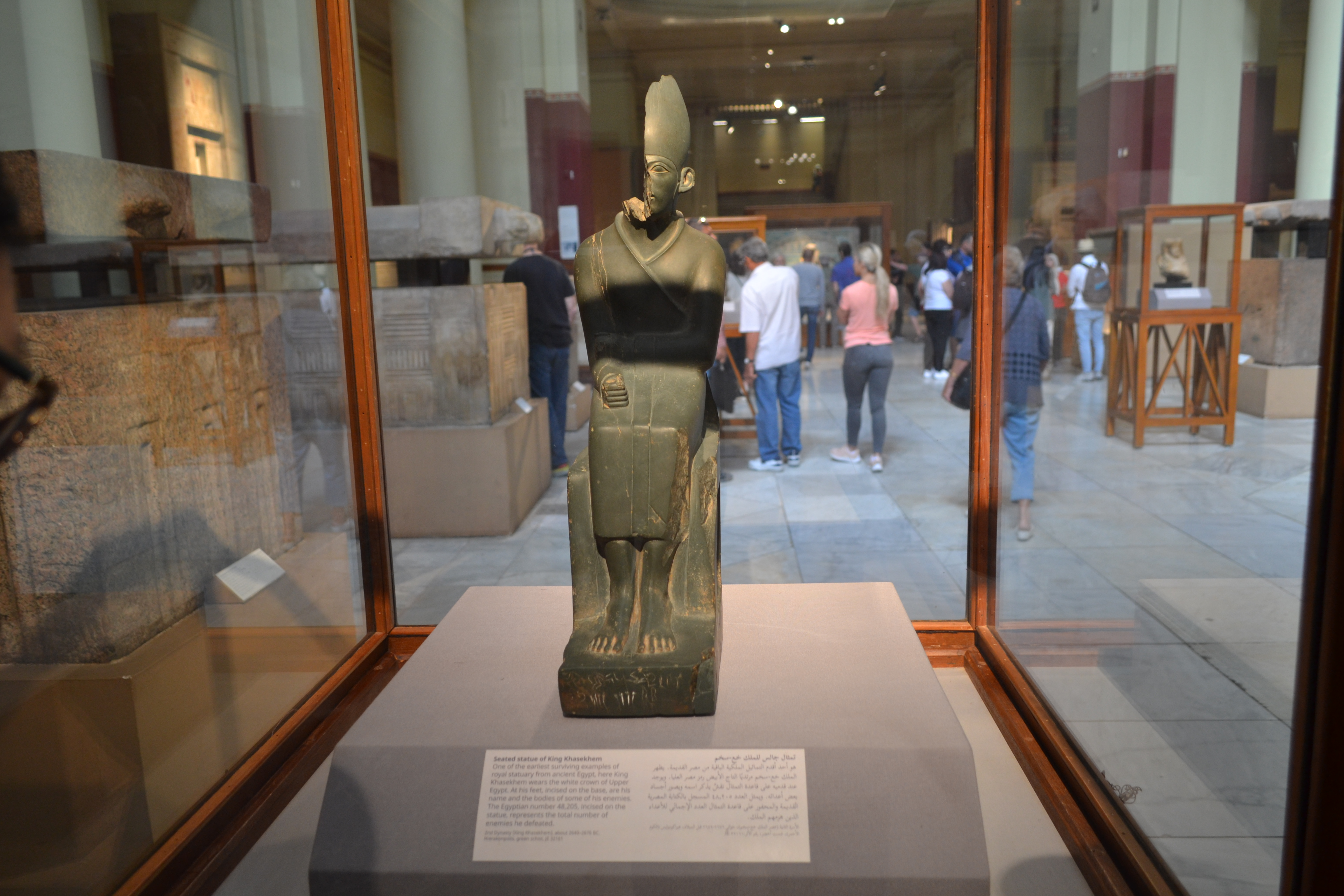
Beeld van farao Chasechemoey Egyptisch Museum